# (175) Andromaque
Pour les articles homonymes, voir Andromaque (homonymie).
(175) Andromaque, internationalement (175) Andromache, est un astéroïde de la ceinture principale découvert par James Craig Watson le 1er octobre 1877.